# Dos dies, una nit
Dos dies, una nit (títol original en francès: Deux jours, une nuit) és una pel·lícula belga, francesa i italiana de l'any 2014, escrita i dirigida pels germans Dardenne, protagonitzada per Marion Cotillard i Fabrizio Rongione.

Competí per la Palma d'Or a la secció general del Festival de Cannes de l'any 2014. Guanyà el premi a la millor pel·lícula del Festival de Cinema de Sydney aquest mateix any, i fou nominada per al Premi BAFTA de millor pel·lícula en llengua no anglesa. 
La pel·lícula està doblada al català.

## Argument
A Seraing, una ciutat industrial de Liège a Bèlgica, Sandra (Marion Cotillard) és una jove esposa i mare, que treballa en una petita fàbrica de panells solars. Té una crisi nerviosa i es veu obligada a agafar temps lliure en el seu treball. Durant la seva absència, els seus companys de treball s'adonen que són capaços de cobrir els seus torns de treball per hores lleugerament més llargues i la gestió proposa un bo de €1.000 a tot el personal si estan d'acord per fer fora a Sandra. Sandra més tard torna al treball i descobreix que el seu destí està en mans dels seus 16 companys de treball, i ella ha de visitar cadascun d'ells en el transcurs d'un cap de setmana de persuadir-los per rebutjar la bonificació monetària. No obstant això, la majoria dels companys de treball necessiten el bo proposat per a les seves pròpies famílies i Sandra s'enfronta a una dura batalla per mantenir el seu lloc de treball abans de la votació crucial el dilluns al matí.

## Repartiment
- Marion Cotillard: Sandra Bya
- Fabrizio Rongione: Manu
- Catherine Salée: Juliette
- Olivier Gourmet: Jean-Marc
- Christelle Cornil: Anne
- Pili Groyne: Estelle
- Simon Caudry: Maxime
- Batiste Sornin: M. Dumont

## Premis i nominacions

### Nominacions
- 2014: Palma d'Or
- 2015: Oscar a la millor actriu per Marion Cotillard
- 2015: BAFTA a la millor pel·lícula de parla no anglesa
- 2015: César a la millor actriu per Marion Cotillard
- 2015: César a la millor pel·lícula estrangera